# Liverpool and Manchester Railway

Openingsrit van de Liverpool and Manchester Railway

De Liverpool and Manchester Railway (L&MR), geopend op 15 september 1830, was ‘s werelds eerste spoorverbinding tussen twee grote steden en de eerste openbare spoorlijn waarop passagiers en post per stoomtrein en volgens een vaste dienstregeling werden vervoerd. Het was bovendien de eerste lijn die over het de gehele traject beschikte over dubbel spoor – ook in de jaren erna nog lang eerder uitzondering dan regel - en over een eenvoudig signaleringssysteem. De lijn werd primair aangelegd om een sneller en goedkoper transport van grondstoffen en afgewerkte producten mogelijk te maken tussen de haven van Liverpool en de fabrieken in Manchester en omgeving. Maar haar grote zakelijk succes had de lijn vooral te danken aan het onverwacht omvangrijke vervoer van passagiers. De opening van deze lijn wordt algemeen gezien als de doorbraak naar het spoorwegtijdperk, niet alleen in het Verenigd Koninkrijk maar ook in de rest van Europa en Noord-Amerika.

## Voorgeschiedenis

### De vroegste tramwegen en spoorlijnen
Al veel langer werd in mijnen en steengroeven gebruikgemaakt van rails om de zware delfstoffen met mens- of paardenkracht te verplaatsen. De rails werden eerst van hout gemaakt, in de 18e eeuw steeds vaker ook van gietijzer. Voor het vervoer van de mijnen naar geschikte overslagplaatsen op schepen werden vanaf de 18e eeuw, vooral in Groot-Brittannië, in toenemende mate ‘tramwegen’ aangelegd. Eerst waren dit alleen karrensporen van dikke houten planken, maar steeds vaker werden ze ook met gietijzeren rails uitgerust, waarop paarden de zware karren een stuk gemakkelijker konden trekken. Rond 1800 ontstonden hieruit eerste openbare paardentramlijnen. Tegen betaling mocht vaak iedere vervoerder van deze lijnen gebruikmaken, zowel voor goederen- als voor personenvervoer.  
Werkbare stoommachines waren al de gehele 18e eeuw in gebruik, eveneens het vroegst en het meest in mijnen, in het bijzonder voor het wegpompen van water. Rond de eeuwwisseling naar de 19e eeuw werd ook voor het transport op mijnterreinen en tussen mijnterreinen en havens geëxperimenteerd met stoommachines en met eerste stoomlocomotieven. Stoomtractie en paardenvervoer werden daarbij vaak nog in combinatie toegepast.

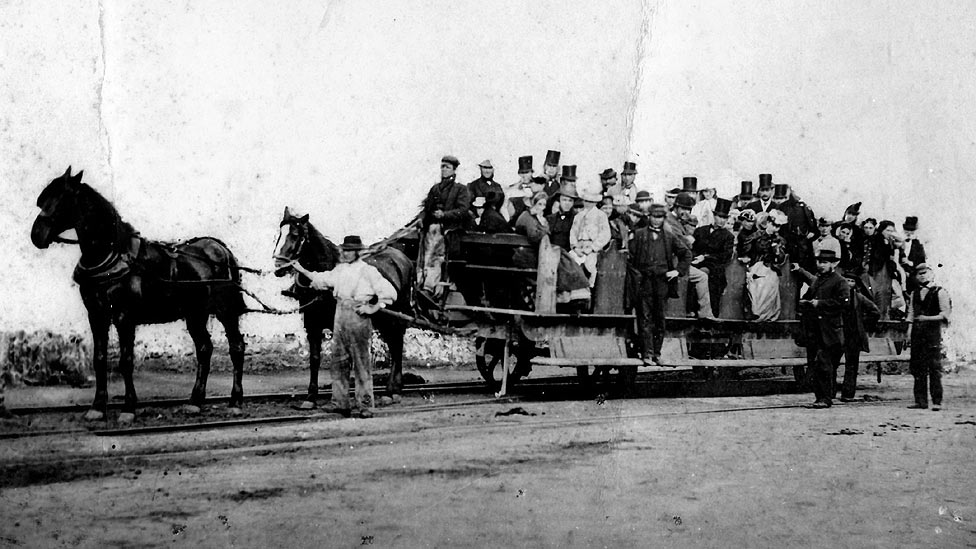
Personenvervoer per paardentram op de Swansea and Mumbles Railway in 1897

De L&MR was de allereerste openbare spoorlijn die, op de twee korte aftakkingen in Liverpool na, uitsluitend gebruik maakte van stoomlocomotieven en waarop paardenvervoer helemaal werd uitgesloten. Prominente raillijnen die al eerder waren geopend, waren onder meer:
- de Surrey Iron Railway, de eerste openbare spoorwegmaatschappij voor goederenvervoer met paardenkracht (1801);
- de Swansea and Mumbles Railway, waarop de eerste openbare paardentram voor betalende passagiers reed (1807);
- de Stockton and Darlington Railway, de eerste openbare spoorlijn die voor het goederenvervoer uitsluitend gebruik maakte van stoomtractie, waarvan het grootste gedeelte met stoomlocomotieven (1825). Passagiers werden er echter in de beginjaren nog in door paarden getrokken koetsen en wagons vervoerd.
- De lijn Saint-Étienne - Andrézieux in Frankrijk, de eerste openbare spoorlijn op het Europese continent (1827), geëxploiteerd met door paarden getrokken wagens.

### Een nieuw concept: railverbinding tussen steden

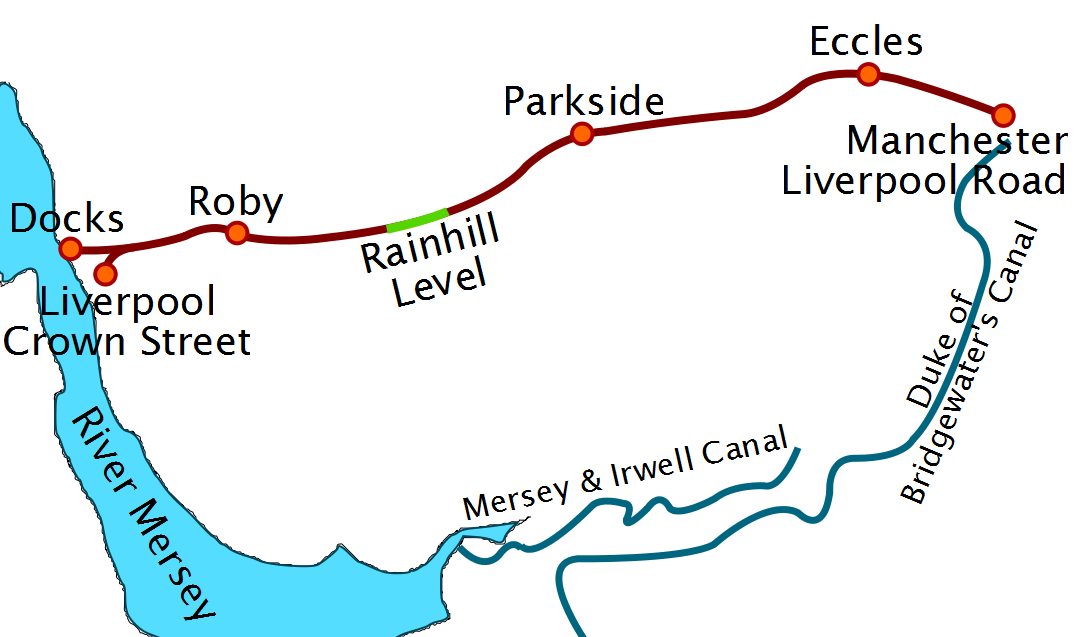
Het tracé van de Liverpool and Manchester Railway

Manchester was al sinds de 18e eeuw via de Mersey en Irwell Navigation en het Bridgewater Canal verbonden met de zeehaven van Liverpool. De industriebedrijven in de regio hadden echter steeds meer last van de in hun ogen excessieve tarieven op deze waterverbinding. Met de aanleg van een spoorweg tussen de twee snel groeiende steden hoopte men het transport van grondstoffen naar Manchester en van verwerkte producten terug naar de Liverpoolse haven goedkoper en sneller te kunnen maken en daarmee de productiekosten te drukken. Die verwachting werd gesterkt door de ervaringen op de Stockton and Darlington Railway, waar de prijs van kolen in de haven kort na de opening van de spoorlijn sterk was gedaald.
Daarmee was in feite een nieuw concept voor een spoorlijn geboren. Terwijl de eerdere spoorlijnen vrijwel allen waren gebouwd als verbinding tussen mijnen of steengroeven met een dichtstbijzijnde haven, wilde men hier voor het eerst een spoorverbinding realiseren tussen twee snelgroeiende steden en industriecentra. Zoals men daarna al snel zou ontdekken, zou zo’n verbinding tussen steden ongekende nieuwe mogelijkheden bieden voor spoorvervoer. Tamelijk nieuw was ook dat er een spoorlijn zou worden gelegd op een traject, waar al eerder een kanaal was aangelegd. Hierdoor zou een directe concurrentie ontstaan tussen spoorvervoer en vervoer over water.
Als belangrijkste initiatiefnemers voor deze nieuwe soort spoorlijn gelden Joseph Sandars, een rijke graanhandelaar uit Liverpool, en John Kennedy, eigenaar van de toen grootste spinnerij in Manchester. Samen met anderen richtten zij op 24 mei 1823 de Liverpool en Manchester Railway Company op. Ruim 300 mensen uit met name Liverpool, Manchester en Londen tekenden vervolgens in voor de 4.233 aandelen. De markies van Stafford, volgens velen de rijkste Brit van zijn tijd, kocht uiteindelijk 1.000 aandelen en was daarmee de grootste aandeelhouder.

## De bouw en eerste jaren

### Een tracékeuze met vele uitdagingen

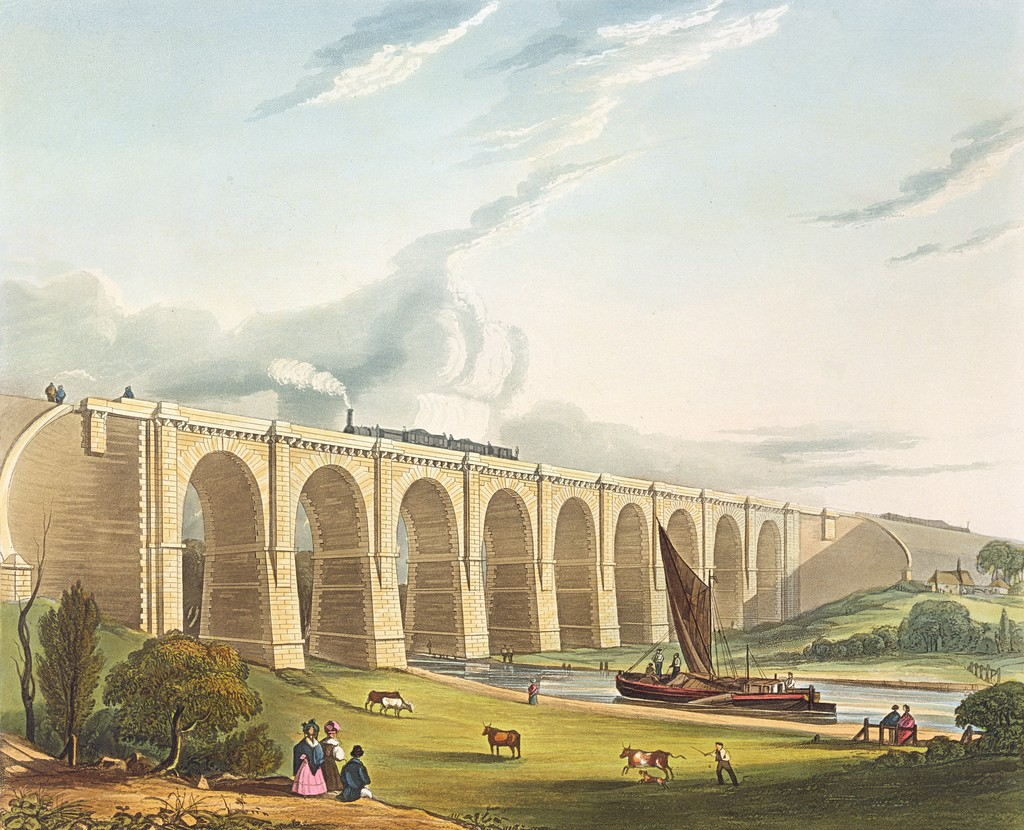
Het viaduct over het dal van de Sankey, aquatint van Thomas Talbot Bury, 1831

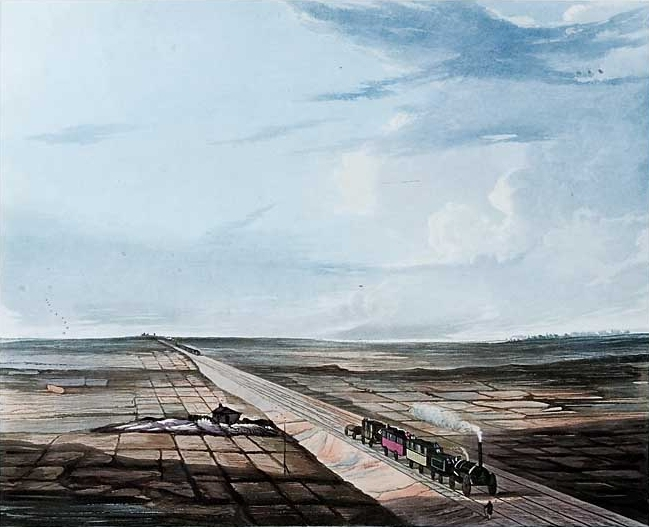
Het tracé door het moeras van Chat Moss, 1833.

Het onderzoek naar een geschikt tracé in en tussen de twee steden had behoorlijk wat voeten in de aarde. Na mislukte pogingen in 1824 en 1825 kreeg pas het derde tracé, ontworpen door de ingenieurs George en John Rennie, in 1826 de benodigde goedkeuring van het Britse parlement. Zij waren erin geslaagd een tracé te ontwerpen buiten de gronden van de belangrijkste tegenstanders om. De oorspronkelijk belangrijkste tegenstander, de machtige Markies van Stafford, wisten zij via hun relaties persoonlijk te benaderen en hem over te halen zijn tegenstand op te geven en in plaats daarvan flink te investeren in het project.
Ook technisch stelde het 56 km lange tracé de bouwers, voorop de als hoofdingenieur aangestelde George Stephenson en zijn assistent Joseph Locke, voor grote opgaven. Aan de zuidkant van Liverpool moest de 2 km lange Wapping Tunnel vanaf de Liverpool Docks naar Edge Hill worden gegraven. Het werd 's werelds eerste tunnel die onder stedelijke bebouwing door liep. Daarop aansluitend moest over een lengte van ruim 3 km een tot meer dan 20 meter diepe sleuf in het zandgesteente van de Olive Mount worden gegraven. 64 bruggen en viaducten moesten er in totaal worden gebouwd.  Maar de wellicht moeilijkste opgave was de aanleg van een 7,6 km lange spoorbaan over het Chat Moss. Drooglegging van dit moeras was geen optie. Uiteindelijk koos Stephenson voor een ondergrond uit vlechtwerken van hout en heide waarop een dam werd gestort. Die constructie heeft tot de dag van vandaag stand gehouden, ondanks het tegenwoordig vele malen grotere gewicht van locomotieven en wagons en ondanks de veel grotere snelheid van de treinen. Als men in de buurt van de baan staat kan men nog steeds de veengrond voelen trillen als een trein passeert.

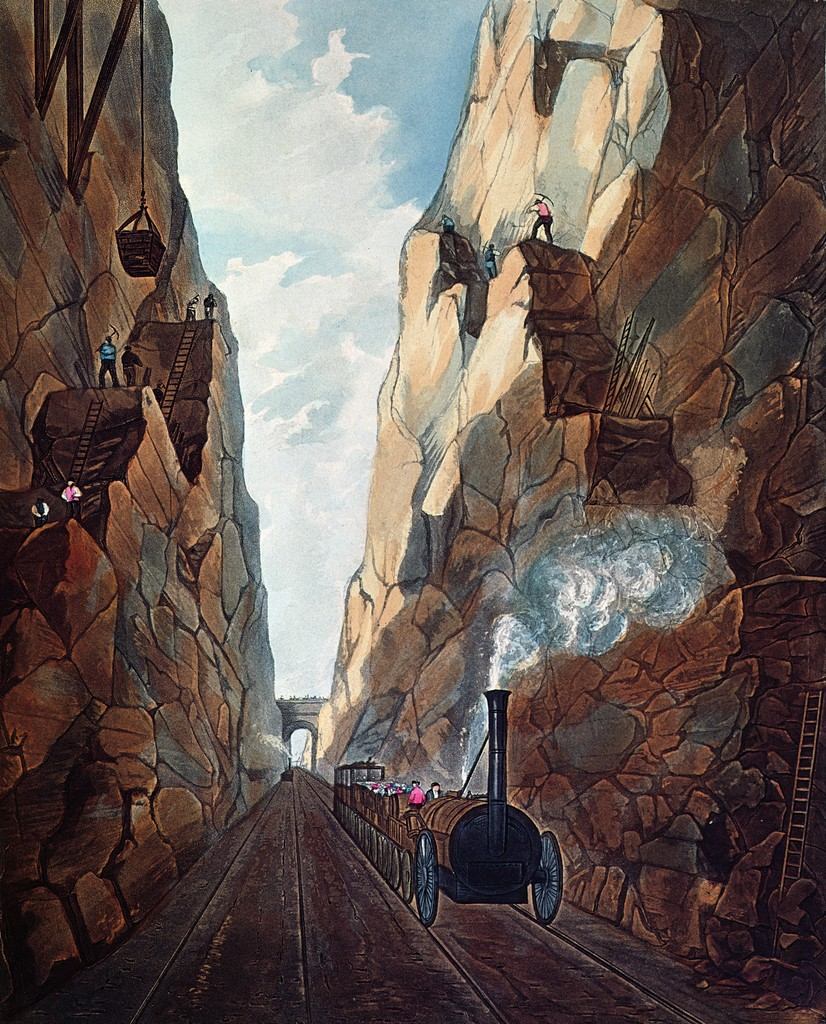
De sleuf door het zandgesteente van de Olive Mount, aquatint van Thomas Talbot Bury, 1831

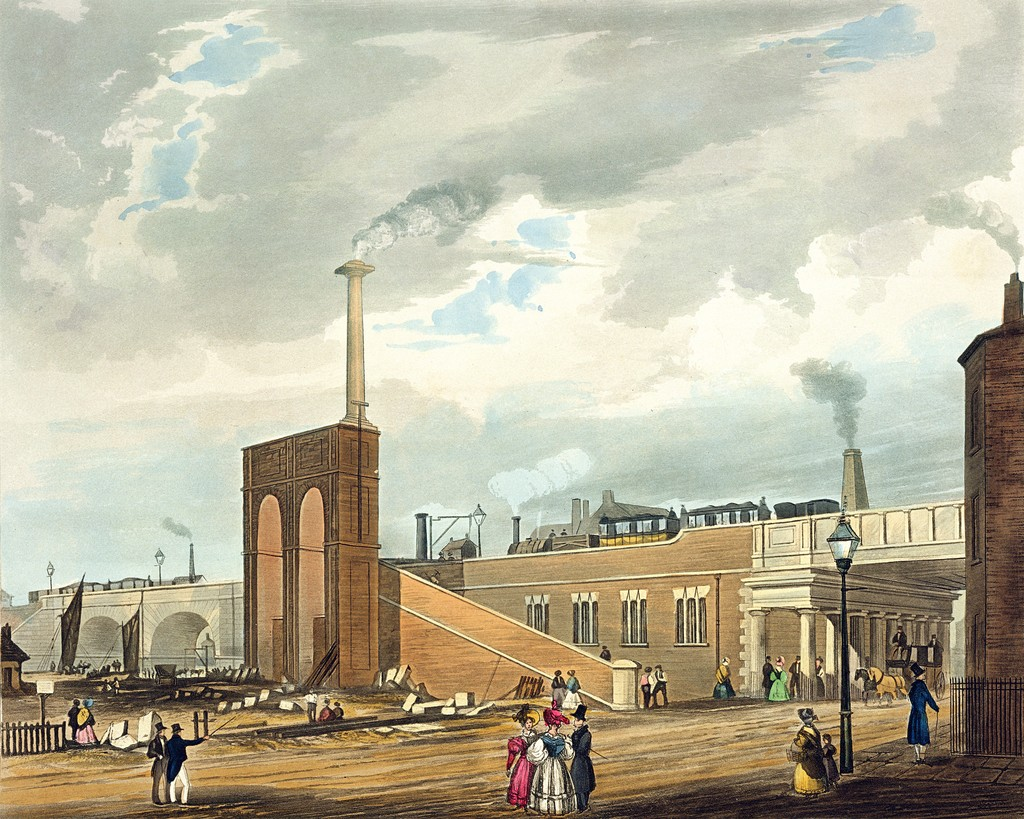
De brug over de Water Street in Manchester, 1831

Net als bij de Stockton and Darlington Railway koos Stephenson ook bij deze lijn voor de spoorbreedte van 1435 mm, die later als normaalspoor in vele landen breed ingang zou vinden. De smeedijzeren rails waren zwaarder en sterker dan bij de Stockton and Darlington Railway en werden op stenen blokken gelegd. Alleen op het traject over het Chat Moss werd een constructie met houten dwarsliggers toegepast. Maar het meest opvallend is de keus om de gehele lijn vanaf het begin als dubbel spoor te bouwen, iets wat eerder nog niet was vertoond. De initiatiefnemers verwachtten dat de grote goederenstroom tussen de twee steden twee sporen noodzakelijk zou maken. In een tijd dat er nog geen ervaringen waren opgedaan met goede signaleringssystemen en goede communicatiemiddelen langs de spoorlijn ontbraken - de telegraaf was nog niet uitgevonden – werd dubbel spoor bovendien gezien als een veiliger manier om een spoorlijn te exploiteren. Toch werd al snel juist op deze lijn het allereerste, eenvoudige signaleringssysteem ingevoerd. Politieagenten stonden op vaste plaatsen langs de lijn en gaven naderende treinen signalen door hun houding en handgebaren. Bij het aansluitpunt van een al snel geopende aftakkende lijn stonden zelfs permanent vier politieagenten. Geleidelijk aan gebruikten de agenten steeds meer gekleurde vlaggen. Een rode kleur betekende toen al dat een trein moest stoppen.

### Wel of geen stoomlocomotieven, de Rainhill Trials
Het spoortracé was met zijn slechts zeer flauwe hellingen weliswaar ontworpen om te kunnen worden gebruikt door stoomtreinen. Toch was het zelfs tijdens de bouw nog helemaal geen uitgemaakte zaak dat er op de lijn ook daadwerkelijk stoomlocomotieven zouden rijden. De op dat moment bekende eerste locomotieven bleken weinig betrouwbaar. De vijf jaar eerder geopende Stockton and Darlington Railway had om die reden in de eerste jaren voortdurend een tekort aan werkende locomotieven. Met stationaire stoommachines die treinen met lange touwen trokken, had men wat dat betreft betere ervaringen opgedaan. Het bestuur van de L&MR was daarom verdeeld tussen een groep die het voorstel van Stephenson voor locomotieven steunde en een groep die pleitte voor stationaire stoommachines. Stephenson was geen principiële tegenstander van stationaire machines, hij had elders ook trajecten met dat soort machines gebouwd. Maar hij kende ook de grote nadelen daarvan - de noodzaak om de trein bij elke nieuwe machine omslachtig weer af en aan te moeten koppelen en het gegeven dat één niet werkende machine de gehele lijn zou stilleggen. Om de directeuren te overtuigen schreven Stephenson’s zoon Robert en zijn assistent Joseph Locke een rapport waarin de voor- en nadelen van de beide werkwijzen uit de doeken werden gedaan.

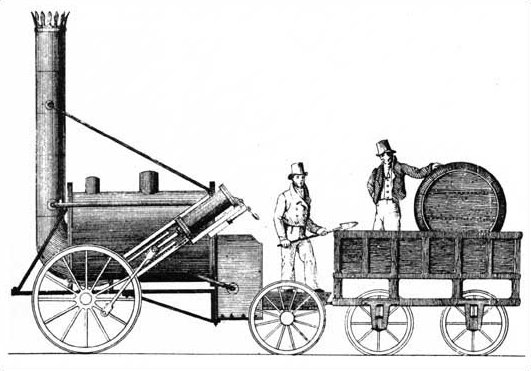
De door George en Robert Stephenson ontwikkelde locomotief Rocket volgens een tekening uit 1834.

Toch waren de tegenstanders nog niet overtuigd. De beroemde Rainhill wedstrijd (Engels: Rainhill Trials) van oktober 1829 moest definitief duidelijk maken of en welke locomotieven geschikt zouden zijn voor de nieuwe spoorlijn. Ontwerpers en bouwers van stoommachines werden opgeroepen stoomlocomotieven te ontwikkelen die met een hogere snelheid konden rijden dan tot dan elders op spoorlijnen was bereikt. De prestaties van de locomotieven moesten worden getoond door volgens vastgelegde regels tien korte ritten nabij Rainhill af te leggen, in totaal een afstand overeenkomstig het traject tussen Liverpool en Manchester. Aan deze eisen bleken bij de toenmalige stand der techniek maar weinigen te kunnen voldoen. Van de tien locomotieven die zich voor de wedstrijd hadden aangemeld, verschenen uiteindelijk slechts vijf aan de start. De locomotief Rocket, ontwerpen door George en zijn zoon Robert Stephenson doorstond als enige de gehele test. De Rocket haalde een gemiddelde snelheid van 12 mijl per uur (19 km/h) en een topsnelheid van 30 mijl per uur (48 km/h). De Stephensons wonnen daarmee de prijs van £ 500 en kregen de opdracht om de eerste locomotieven voor de Liverpool en Manchester Railway te produceren.
Daarmee was de keuze definitief gevallen op een exploitatie met stoomtreinen en tegen het gebruik van stationaire stoommachines, althans voor het grootste deel van de spoorlijn. Alleen op twee plekken in Liverpool met een wat grotere helling – de Whapping Tunnel van Edge Hill naar de Liverpool Docks en het traject van Edge Hill naar Crown Street Station – werden de treinen in de beginjaren met stationaire machines getrokken. Het traject naar Crown Street Station, het eerste spoorstation voor passagiers van Liverpool, werd zes jaar later alweer gesloten en vervangen door een voor stoomtreinen geschikte tunnel naar een nieuw station Lime Street. Lerend van de slechte ervaringen van de Stockton and Darlington Railways met de inzetbaarheid van locomotieven, koos het bestuur van de L&MR voor zo veel mogelijk bedrijfszekerheid en liet al in de eerste twee jaren   
meer dan 20 locomotieven bouwen.

### Feestelijke opening met ernstige tegenvallers

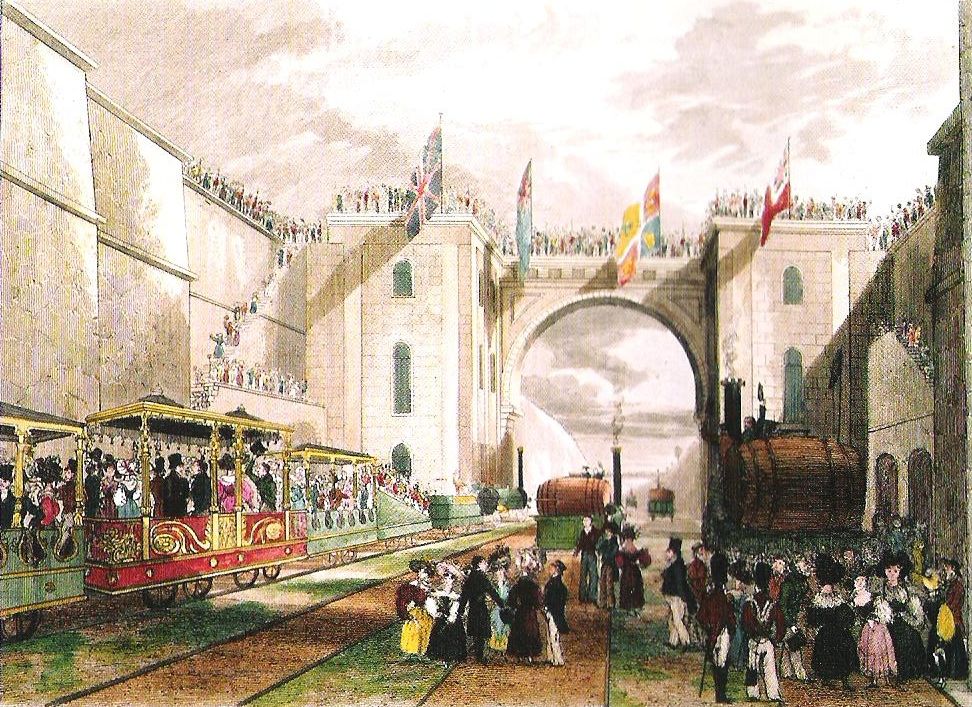
De luxe trein voor de hoogwaardigheidsbekleders voor het vertrek op het station van Liverpool.

De feestelijke opening van de spoorlijn op 15 september 1830 was een groots gebeuren dat in het hele land veel aandacht kreeg. Acht treinen reden genodigde gasten van Liverpool naar Manchester, gade geslagen door tienduizenden nieuwsgierigen die zich langs de lijn hadden opgesteld. De meest luxueuze trein was gereserveerd voor de meest prominente hoogwaardigheidsbekleders, waaronder de Hertog van Wellington – de toenmalige Britse premier en ooit opperbevelhebber van de Britse troepen in de slag bij Waterloo. Deze speciale trein reed op het zuidelijke spoor, de andere zeven treinen op het noordelijke spoor. 
Ondanks de zorgvuldige voorbereidingen verliep de feestelijke dag verre van vlekkeloos om ten slotte in mineur te eindigen. Eerst liep op ruim 20 kilometer van de start een loc uit de rails, gelukkig zonder grote gevolgen. Voor zover bekend raakte er niemand gewond, de loc kon weer terug op de rails worden gezet. Halverwege de rit, tijdens een geplande stop om water voor de locomotieven in te nemen, gebeurde er echter een dodelijk ongeluk. William Huskisson, een populair lid van het Britse Lagerhuis die tussen de twee sporen stond om met de Hertog politieke geschillen uit te praten, werd door de Rocket – de winnaar van de Rainhill wedstrijd – die op het andere spoor aankwam, overreden. Hij staat daarom bekend als de eerste dode die viel door een spoorwegongeval. Desondanks  werd, om de vele duizenden mensen langs het vervolgtraject naar Manchester niet teleur te stellen, na enige tijd besloten om de rit voort te zetten. In Manchester werden de treinen echter onverwachts ontvangen door een vijandige menigte die met spandoeken tegen de weinig populaire premier demonstreerden en zijn trein met groenten bekogelden. Slechts met veel moeite lukte het om op het eindstation twee nieuwe treinen te formeren die de belangrijkste gasten weer terug naar Liverpool reden, waar ze uiteindelijk met een vertraging van 6½ uur aankwamen. Aan het geplande grootste banket aan het einde van de dag in Liverpool hebben mede daardoor maar weinig gasten deelgenomen.

### Succesvolle eerste jaren
Ondanks het zeer ongelukkig verlopen openingsfeest, opereerde de L&MR vanaf het begin uiterst succesvol, zij het op een andere manier dan men oorspronkelijk had voorzien. Het primaire doel achter de aanleg van de spoorlijn om vooral bulkgoederen als grondstoffen en industriële producten te vervoeren leek te worden  gedwarsboomd doordat de kanaalmaatschappij haar tarieven aanzienlijk had verlaagd. De belangstelling voor het  goederenvervoer per trein was daardoor minder groot dan waarop men had gerekend. Ook had men ontdekt dat voor een betrouwbaar vervoer van de zware goederentreinen sterkere locomotieven nodig waren. Het goederenvervoer op de lijn startte pas in december 1830 en in eerste instantie slechts op een vrij bescheiden schaal, toen de eerste van de bestelde sterke locomotieven, de Planet, werd geleverd.

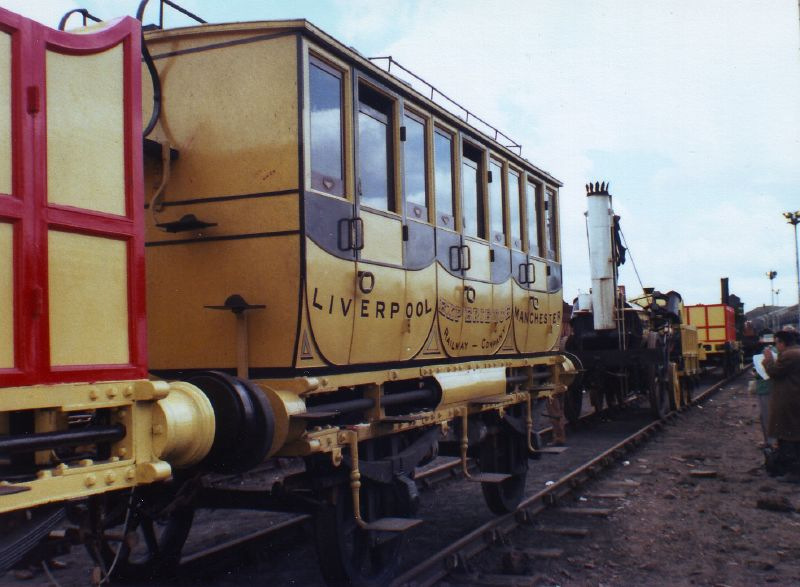
Replica van de Rocket met een van de oorspronkelijke luxe passagierswagons

Wat men niet en zeker niet in deze mate had verwacht, was het succes van de lijn met het vervoer van passagiers. De Rainhill wedstrijd had aangetoond dat stoomtreinen een tot dan ongekende snelheid konden bereiken. Ook in de praktijk reden de treinen met een voor die tijd indrukwekkende snelheid van 27 km/h. Velen waren nieuwsgierig om kennis te maken met deze nieuwe en snelle wijze van vervoer. De trein bleek ook nog goedkoper en werd, zelfs in de toen gebruikelijke open passagierswagons zonder vering, door velen als comfortabeler ervaren dan reizen met koetsen over hobbelige wegen. De spoorwegmaatschappij speelde heel snel in op de snel groeiende belangstelling van het publiek. Binnen een paar weken na de opening reden er al de eerste excursietreinen. In de zomer van 1831 werden tienduizenden mensen met speciale treinen naar de Newton Races gebracht. Maar de spoorwegmaatschappij deed nog meer om nieuwe markten aan te boren. Binnen de kortste keren werd ook, voor het eerst in de wereld, post per trein vervoerd en werd ook vervoer van vee aangeboden. Ook transporteerden de treinen een soort weg-spoor containers voor Pickfords, een al sinds de 18e eeuw opererend en overigens nog steeds bestaand Brits transportbedrijf.
De nieuwe activiteiten vertaalden zich snel ook in zeer gunstige financiële resultaten. De lijn bleek vanaf het begin een zeer winstgevende onderneming te zijn; en dat ondanks de desastreuze opening en ondanks de grote investeringen in de spoorlijn en locomotieven. In de 15 jaar van haar zelfstandige bestaan keerde de spoorwegmaatschappij een gemiddelde jaarlijkse dividend uit van 9,5% - een niveau van winstgevendheid dat vrijwel geen andere Britse spoorwegmaatschappij ooit nog zou bereiken. De beslissing om de treinen op de lijn geheel zelfstandig te exploiteren droeg zeker bij aan dit succes. De wet voor de aanleg van de lijn had, evenals bij eerdere spoorlijnen, nog bepaald dat ook andere vervoerders de lijn tegen betaling van een tol zouden mogen gebruiken. De maatschappij besloot echter vanaf het begin hieraan geen gevolg te geven.

## De latere jaren

### Snelle uitbreiding tot een spoorwegnet

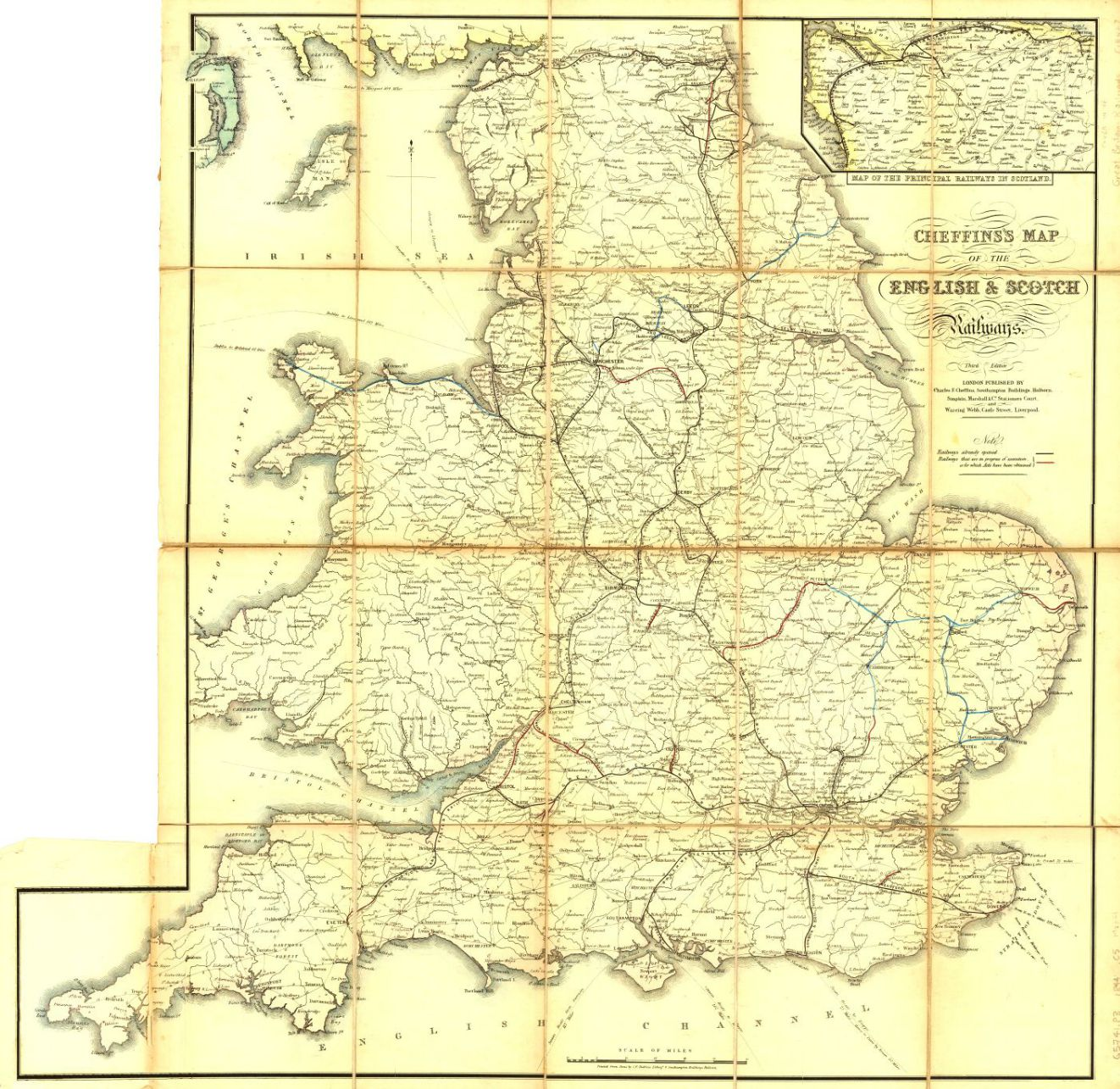
Kaart van de Engelse en Schotse spoorlijnen van 1850

De populariteit en het zakelijke succes van de lijn bleef natuurlijk niet onopgemerkt. Al eerder bestaande ideeën en plannen voor spoorverbindingen overal in het land kregen hierdoor een gigantische impuls. Binnen een maand na de opening van de L&MR werden al plannen naar voren gebracht om Liverpool en Manchester te verbinden met de andere grote steden van Engeland. Maar ook elders werden in hoog tempo plannen gemaakt. Binnen tien jaar waren in Groot-Brittannië al 1775 mijl (2857 km) aan spoorwegen gebouwd, waaronder een lijn van Londen naar Birmingham en een van Birmingham naar een aansluitpunt op de L&MR halverwege tussen Liverpool and Manchester. De Londen and Birmingham Railway pakte de zaken bijzonder groots aan om aan de verwachte grote vervoersvraag te kunnen voldoen; vier jaar na de opening in 1837 had de lijn al 90 locomotieven.
In de jaren 1840 ging het nog harder. Investeerders van groot tot klein stonden in de rij om spoorwegaandelen te kopen, er ontstond een ware spoorwegmanie. Overal werden spoorwegplannen uit de grond gestampt, overigens niet overal met even veel succes. Maar toch waren er in Groot-Brittannië in 1850, 20 jaar na de opening van de L&MR 6200 mijl (10.000 km) aan spoorwegen gerealiseerd. In plaats van enkele verspreid gelegen losstaande spoorlijnen ten behoeve van mijnen was er daarmee in korte tijd een samenhangend spoorwegnet voor passagiers én voor goederen van uitlopende aard ontstaan. De opening van de L&MR wordt daarom nu veelal beschouwd als het begin van het tijdperk van gemechaniseerde vervoer met alle gevolgen die dat had voor economie en samenleving. Of, wat overdreven gezegd in de woorden van de industrieel en voormalig British Rail-voorzitter Peter Parker: ‘De wereld werd een aftakking van de baanbrekende lijn tussen Liverpool en Manchester.’
Ook buiten Groot-Brittannië werden direct plannen gesmeed en gerealiseerd voor de aanleg van spoorlijnen. De Verenigde Staten liepen daarin voorop. De eerste Amerikaanse spoorlijn met een vaste dienstregeling voor goederen en passagiers, de Baltimore and Ohio Railroad, opende zelfs al ongeveer gelijktijdig met de L&MR in 1830. Drie jaar later, in 1833, realiseerde de South Carolina Canal and Rail Road Company de 219 km lange lijn tussen Charleston en Hamburg in South Carolina, op dat moment ‘s werelds langste spoorlijn, overigens slechts met enkel spoor. Kort daarna openden ook de eerste spoorlijnen op het Europese continent. België had in 1835 met de lijn Brussel-Mechelen de primeur, nog in hetzelfde jaar gevolgd door (het huidige) Duitsland (lijn Nürnberg-Fürth, de Bayrische Ludwigsbahn). In 1839 opende ook in Nederland de eerste spoorlijn tussen Amsterdam en Haarlem. De spoorlijnen op het continent begonnen echter eerst nog een stuk bescheidener dan in Groot-Brittannië en de Verenigde Staten. Zo waren de eerste lijnen in Duitsland en Nederland slechts enkelsporig. Ook de frequentie van treinen was er nog laag. Op de eerste Duitse lijn reden de stoomtreinen in het begin slechts twee keer per dag. Tussen de stoomtreinen reden nog wel aanvullende paardenkoetsen. Het eerste goederenvervoer bestond uit slechts twee vaten bier. Zeker in Duitsland veranderde dat daarna echter snel met de opening van spoorverbindingen tussen grote steden.

### Fusies in de 19e en 20e eeuw
Het ontstaan van een echt spoorwegnet had ook direct gevolgen voor de organisatie van de Britse spoorlijnen. Om slagvaardig te kunnen opereren gingen de kleine spoorwegbedrijven van het eerste uur al snel met elkaar fuseren tot grote, invloedrijke maatschappijen. Dat gold ook voor de L&MR. 15 jaar na de start, in 1845, ging de L&MR op in de Grand Junction Railway (GJR), haar belangrijkste partner die de lijn naar Birmingham exploiteerde. De GJR fuseerde op haar beurt al in het volgende jaar met onder andere de London and Birmingham Railway tot de London and North Western Railway (LNWR). De LNWR bleef decennialang als zelfstandige maatschappij bestaan tot zij in 1923 fuseerde met diverse andere spoorbedrijven tot de London, Midland and Scottish Railway (LMS). De LMS werd ten slotte in 1948, net als alle grote Britse spoorlijnen door nationalisatie opgenomen werd in het nieuwe bedrijf British Rail. Tussen 1994 en 1997 werd British Rail weer geprivatiseerd. De spoorinfrastructuur kwam in handen van het nieuwe staatsbedrijf Railtrack. De exploitatie van het spoorvervoer werd gegund aan particuliere spoorwegondernemingen.

### De huidige situatie
De originele lijn tussen Liverpool en Manchester is nog steeds in gebruik, nu als een van de twee spoorverbinding tussen de twee steden. De later aangelegde zuidelijke tweede route via Warrington Central was tot voor kort wel de meest intensief gebruikte route. Met de introductie van de nieuwe Transpennine Express tussen Newcastle, Manchester en Liverpool en tussen Manchester Airport en Schotland in 2014 is het belang van de originele lijn echter weer toegenomen. Sinds eind 2014/ begin 2015 is de lijn ook geëlektrificeerd. De exploitatie van de lijn is momenteel in handen van Northern Rail, een consortium van Abellio, de Engelse dochteronderneming van de Nederlandse Spoorwegen, en van de Serco Group, een internationaal opererend servicebedrijf voor openbaar vervoer.